# Nilpotente Matrix
In der linearen Algebra ist eine nilpotente Matrix eine quadratische Matrix, bei der eine ihrer Potenzen die Nullmatrix ergibt. Beim nilpotenten Endomorphismus ist eine Potenz die Nullabbildung.

## Definition
Eine quadratische Matrix bezeichnet man als nilpotent, wenn eine ihrer Potenzen die Nullmatrix ergibt:
{\displaystyle A^{k}=0_{nn}} für ein {\displaystyle k\in \mathbb {N} }
Entsprechend bezeichnet man einen Vektorraum-Endomorphismus {\displaystyle f} als nilpotent, wenn es eine Zahl {\displaystyle k\in \mathbb {N} } gibt, sodass {\displaystyle f\,^{k}} die Nullabbildung ist. Die kleinste natürliche Zahl {\displaystyle k}, welche dieses Kriterium erfüllt, bezeichnet man als Nilpotenzgrad oder Nilpotenzindex.
Zwischen nilpotenten Matrizen und nilpotenten Endomorphismen gibt es folgenden Zusammenhang: Zu jeder nilpotenten Matrix {\displaystyle A} ist die Linksmultiplikation dieser Matrix an Spaltenvektoren ein nilpotenter Endomorphismus. Umgekehrt ist jede Darstellungsmatrix eines nilpotenten Endomorphismus nilpotent.

## Äquivalente Definitionen
Für eine quadratische Matrix {\displaystyle A} mit {\displaystyle n} Zeilen und Spalten sind folgende Aussagen äquivalent:
- {\displaystyle A} ist nilpotent.
- Es gibt ein {\displaystyle k\in \mathbb {N} } mit {\displaystyle A^{k}=0} und {\displaystyle A^{k-1}\neq 0}. Dann ist {\displaystyle A} nilpotent mit dem Nilpotenzgrad {\displaystyle k}.
- Das charakteristische Polynom von {\displaystyle A} hat die Form {\displaystyle \chi _{A}(\lambda )=\det(\lambda I-A)=\lambda ^{n}}.
- Das Minimalpolynom von {\displaystyle A} hat die Form {\displaystyle m_{A}(\lambda )=\lambda ^{k}} für ein {\displaystyle k>0}.
- {\displaystyle A} ist ähnlich zu einer strikten Dreiecksmatrix, das heißt, es existiert eine invertierbare Matrix {\displaystyle P}, so dass gilt:

{\displaystyle \,\,\,\,\,\,\,A=P^{-1}{\begin{pmatrix}0&b_{1,2}&\cdots &b_{1,n}\\0&\ddots &\ddots &\vdots \\\vdots &\ddots &\ddots &b_{n-1,n}\\0&\cdots &0&0\end{pmatrix}}P}
- Speziell für Matrizen über {\displaystyle \mathbb {C} } oder anderen algebraisch abgeschlossenen Körpern gilt, dass sie genau dann nilpotent sind, wenn ihr einziger Eigenwert 0 ist.

## Beispiele
Ein Beispiel für eine nilpotente Matrix mit Nilpotenzgrad 2 ist die Matrix
{\displaystyle A={\begin{pmatrix}5&-3&2\\15&-9&6\\10&-6&4\end{pmatrix}}}
weil
{\displaystyle A^{2}={\begin{pmatrix}0&0&0\\0&0&0\\0&0&0\end{pmatrix}}=0}.
Ein Beispiel für eine nilpotente Matrix mit Nilpotenzgrad 4 ist die Matrix
{\displaystyle A={\begin{pmatrix}0&2&1&6\\0&0&1&2\\0&0&0&3\\0&0&0&0\end{pmatrix}}}
weil
{\displaystyle A^{2}={\begin{pmatrix}0&0&2&7\\0&0&0&3\\0&0&0&0\\0&0&0&0\end{pmatrix}},\quad A^{3}={\begin{pmatrix}0&0&0&6\\0&0&0&0\\0&0&0&0\\0&0&0&0\end{pmatrix}},\quad A^{4}={\begin{pmatrix}0&0&0&0\\0&0&0&0\\0&0&0&0\\0&0&0&0\end{pmatrix}}=0}.
Jede {\displaystyle n\times n}-Dreiecksmatrix, deren Hauptdiagonale nur Elemente gleich 0 enthält, ist nilpotent.

## Eigenschaften nilpotenter Matrizen
Wenn eine Matrix {\displaystyle A} nilpotent mit Nilpotenzgrad k ist, dann …
- hat sie nur den Eigenwert Null. Das folgt direkt aus der Form des charakteristischen Polynoms {\displaystyle \chi _{A}(\lambda )=\lambda ^{n}}, dessen Nullstellen die Eigenwerte sind.
- ist sie nicht invertierbar, da sie den Eigenwert null besitzt und somit ihr Kern nicht trivial ist.
- ist entweder {\displaystyle A=0} oder sie ist nicht diagonalisierbar, da alle Diagonalmatrizen ungleich {\displaystyle 0} nicht nilpotent sind.
- ist die Determinante Null: {\displaystyle \det(A)=0}.
- ist die Spur Null.
- hat sie keinen vollen Rang, d. h. ihre Spaltenvektoren sind linear abhängig. Es sind jedoch nicht alle quadratischen Matrizen mit linear abhängigen Spalten auch gleichzeitig nilpotent.
- ist {\displaystyle I-A} invertierbar ({\displaystyle I} ist die Einheitsmatrix), denn es ist {\displaystyle (I-A)\left(I+A+A^{2}+...+A^{k-1}\right)=I-A^{k}=I}.

Da eine nilpotente Matrix ein Spezialfall eines nilpotenten Elements eines Ringes ist, gelten die im Artikel „Nilpotentes Element“ getroffenen allgemeinen Aussagen auch hier.

## Jordan-Chevalley-Zerlegung
Jeder Endomorphismus eines endlichdimensionalen Vektorraums über einem algebraisch abgeschlossenen Körper lässt sich eindeutig als Summe eines diagonalisierbaren und eines nilpotenten Endomorphismus schreiben. Diese Zerlegung wird als Jordan-Chevalley-Zerlegung bezeichnet und ist im Wesentlichen eine Folge der Existenz der Jordanschen Normalform.